# Die Erben der Saurier
Die Erben der Saurier (Originaltitel: Walking with Beasts) ist eine Dokumentation des englischen Senders BBC aus dem Jahr 2001. Sie ist der zweite Teil einer Trilogie, zu der außerdem Dinosaurier – Im Reich der Giganten und Die Ahnen der Saurier gehören. Es handelt sich um Trickfilme, bei denen in reale Landschaftsaufnahmen computeranimierte Elemente eingebunden wurden.

## Handlung
Die Erben der Saurier beschreibt auf Basis wissenschaftlicher Forschungen die im Tertiär aufkommende Dominanz der Säugetiere und deren Evolution bis zum frühen Menschen und zu anderen Arten. In sechs Episoden von je 30 Minuten Spieldauer, worin die Produktion dem Vorgänger Dinosaurier – Im Reich der Giganten ähnelt, wird die Geschichte von den Anfängen als mausgroße Insektenfresser zu Mammuts und zum Homo sapiens erzählt. Der Film stellt beispielhaft einzelne Arten heraus und zeigt als typisch angenommene Verhaltensmuster. Der Schwerpunkt der Handlung ist die Schilderung von Gewalt, in Form von Jäger-Beute-Beziehungen, von Rivalen- oder Kommentkämpfen sowie von Rang- und Futterstreitigkeiten. Ein Sprecher im Hintergrund erläutert die gezeigten Szenen.

### Eine neue Zeit
Die erste Folge des Sechsteilers spielt im frühen Eozän 16 Millionen Jahre nach dem Aussterben der Dinosaurier. Schauplatz der Handlung ist das heutige Mitteleuropa, namentlich das Messelgebiet in Deutschland. Vögel, darunter der 1,80 m große, hier als gefährliches Raubtier dargestellte Gastornis, beherrschen die Welt, die Säugetiere sind dagegen immer noch eher klein.
Im Zentrum der Handlung steht eine Familie von Leptictida auf Futtersuche. Während sie Futter nachspüren, erjagt ein weiblicher Gastornis erfolgreich ein Propalaeotherium, einen frühen Verwandten der Pferde, und verteidigt das eigene Revier erfolgreich gegen einen eindringenden Artgenossen. Während das Weibchen auf Jagd ist, fressen Riesenameisen der Gattung Formicium dessen einziges, gerade schlüpfendes, Küken.
Als die Nacht hereinbricht, ist eine Gruppe lemurenartiger Godinotia mit sozialen Aktivitäten beschäftigt. In der Episode taucht außerdem der Ambulocetus auf, der der Stammvater aller Wale ist. Der Gehende Wal, so die Übersetzung des lateinischen Namens, ist in der Nähe seines Sees auf Beutesuche, so greift er beispielsweise das bereits erwähnte Leptictidium und ein Propalaeotherium an, verfehlt aber beide. Letztlich schafft er es, im Dunkeln einen kleinen Fleischfresser zu erwischen.
Die Episode endet mit einer Explosion unterirdischer Gasvorkommen unter dem See, die das umgebende Leben nahezu auslöscht. Nur die Leptictidium-Familie hat Glück gehabt.

### Killerwale
Die zweite Folge ist im späteren Eozän angesiedelt, als sich Polkappen bilden und das Klima dadurch deutlich verändert wird. Hauptfigur ist in diesem Fall ein weiblicher Basilosaurus, trotz des irreführenden Namens ein früher Wal und kein Saurier. Nach der Darstellung der Paarung der Basilosauri schwenkt die Erzählung auf das Landleben um, wo Andrewsarchus, der größte landlebende Raubsäuger aller Zeiten und zugleich ein Huftier, vom Erzähler als Schaf im Wolfspelz bezeichnet, am Strand Schildkröten jagt. Unterdessen ist die schwangere, hungernde Basilosauruskuh in einen Mangrovensumpf geschwommen, und nach der vergeblichen Jagd auf einige frühe Affen der Art Apidium greift sie ein trinkendes Moeritherium, einen Urahnen der Elefanten, der laut Erzähler eher einem Flusspferd ähnelt, an. Auch dieses entkommt, und die werdende Mutter kehrt auf hohe See zurück.
Wieder an Land, sieht man eine Herde Embolotherium-Brontotherien, nashornähnlichen Unpaarhufern, ums Überleben kämpfen: Eine der Kühe hatte eine Geburt, das Kalb ist aber tot zur Welt gekommen und nun hält die Mutter zwei der bereits erwähnten Andrewsarchus von der Leiche ab, aufgrund, so wird erläutert, eines sehr starken mütterlichen Bandes zu dem Nachkommen.
Auf See ist die Basilosaurus-Kuh inzwischen erfolgreich, sie erlegt mehrere Kälber eines Verwandten, eines Wales der Gattung Dorudon. Die letzte Kameraeinstellung zeigt sie mit dem Neugeborenen schwimmend.

### Im Land der Giganten
Das späte Oligozän, in der Mongolei. Eine Dürreperiode ist angebrochen. Teil 3 erzählt die Geschichte einer Paraceratherium-Mutter (hier als Indricotherium bezeichnet). Paraceratherium ist das größte Landsäugetier aller Zeiten. Es ist mit dem Nashorn unserer Tage eng verwandt, besitzt aber kein Horn. Während ihrer Niederkunft muss die Mutter sich und ihr Junges gegen eine Meute von Hyaenodon verteidigen, Jägern aus der Ordnung der Creodonten, die in Rolle und Aussehen heutigen Wölfen oder auch Hyänen ähneln, allerdings mit ihrer Größe eher einem Nashorn nahekommen.
Darüber hinaus versucht ein älteres Kalb des Weibchens, das nach drei Jahren mütterlicher Obhut weggejagt wurde, was für Paraceratherien natürlich ist, zu diesem zurückzukehren, wird aber wieder und wieder weggejagt. Die Episode erzählt dann die Geschichte des jungen Paraceratherium, welches neben Cynodictis, dem Bärenhund auch dem Entelodon begegnet, einem riesigen, allesfressenden Verwandten der heutigen Schweine, der diesen auch relativ ähnlich ist.

### Die Opfer schlagen zurück
Hier, im Pliozän, treten erstmals Australopithecinen auf, frühe Verwandte des Menschen. Sie haben in den nun die Wälder früherer Zeitalter ersetzenden Grassteppen den aufrechten Gang erlernt. Im Fokus dieses Teils stehen die sozialen Verbindungen innerhalb der Gruppe von Frühmenschen, deren Kommunikation und ihre Streitigkeiten mit einer anderen Gruppe. Außerdem wird dargestellt, wie die Australopithecinen sich gegen aggressive Urrüsseltiere wie Deinotherium oder große Raubkatzen wie den Dinofelis zur Wehr setzen. Hauptfigur der Geschichte ist der junge Australopithecus „Blue“, der verwaiste und nun versucht, in den Stamm aufgenommen zu werden.

### Kampf der Säbelzähne
Südamerikas Fauna des Pleistozäns wird gesondert behandelt – Neben dem Riesengürteltier Doedicurus, das mit der stacheligen Keule am Ende seines wuchtigen Schwanzes dem ausgestorbenen Ankylosaurus ähnelt und auch dieselbe ökologische Nische füllt und dem Macrauchenia, einer Art urzeitliches Kamel, welches statt eines Höckers einen kurzen Rüssel aufweist, vor allem große Raubtiere: Mit dem 2,40 m großen Phorusrhacos melden sich die früher durch Gastornis vertretenen Schreckensvögel zurück, doch das Ende der Nahrungskette bilden die in Sozialleben, Äußerlichkeiten und Anatomie Löwen stark ähnelnden Smilodon, Säbelzahnkatzen, die man im Allgemeinen auch als Säbelzahntiger bezeichnet.
Eines der letztgenannten Tiere, ein Rudelführer namens Halbzahn, Hauptfigur dieser Episode, ist Rivale zweier verbündeter Männchen, Brüder, die Halbzahn seine Führungsposition streitig machen. Es gelingt den beiden, Halbzahn zu verjagen, woraufhin sie seine Jungen töten und das Rudel übernehmen. Im Weiteren wird dargestellt, wie die weiblichen Smilodon jagen. Ein Megatherium, ein Riesenfaultier, versucht, sich etwas von der Beute zu sichern, und tötet dabei eines der dominanten Männchen, was Halbzahn die Möglichkeit gibt, zurückzukehren, den verbleibenden Bruder schwer zu verwunden und zu vertreiben, und die Herrschaft über das Smilodon-Rudel wieder an sich zu reißen und neuen Nachwuchs zu produzieren.

### Ein Mammut-Unternehmen
Dieser im Europa des späteren Pleistozäns spielende Teil zeigt den eiszeitlichen Menschen bei der Jagd. Wo heute die Nordsee ist, entspannen sich weite Grasfelder, darauf ziehen Herden von Mammuts, Bisons und Antilopen umher, und ein Klan der Cro-Magnon-Menschen verbringt dort den Sommer.
Im Zentrum der Handlung stehen dieses Mal die Mammuts, deren Herde 700 Kilometer weit bis zu den Alpen marschiert, um im Spätfrühling wieder nach Norden zu ziehen. Zwei von der Herde getrennte Tiere entgehen nachsetzenden Höhlenlöwen, um zur Herde zurückzukehren, während eine Gruppe von Neandertalern, an die Kälte angepasste Menschen von robuster Bauweise, ums Überleben bemüht ist. Einer von ihnen wird von einem Wollnashorn gejagt, überlebt aber aufgrund seiner Kondition und Widerstandsfähigkeit.
Die Handlungsfäden werden miteinander verknüpft, als die Neandertaler die wieder nordwärts ziehenden Mammuts angreifen und einige von diesen unter Nutzung von Feuer und Waffen von einer Klippe stürzen.
Die Episode endet mit einer Realaufnahme in einem Museum im heutigen Holozän, wo einige Menschen Skelette der im Film dargestellten Tiere betrachten.

## Unterwegs in der Urzeit: Die Erben der Saurier
Unter dem Titel Unterwegs in der Urzeit: Die Erben der Saurier veröffentlichte das ZDF mit einer überarbeiteten Synchronisation die Dokumentation erneut. Die Dokumentation ist aufgeteilt in drei Episoden. Jäger und Gejagte zeigt die Anfänge der Herrschaft der Säugetiere auf und enthält die Folgen Eine neue Zeit und Killerwale. Die zweite Episode, Land der Giganten, besteht aus den Folgen Im Land der Giganten und Die Opfer schlagen zurück. Die letzte Episode Von Mammuts und Menschen besteht aus den Folgen Kampf der Säbelzähne und Ein Mammut-Unternehmen.

## Auszeichnungen
- Primetime Emmy Award for Outstanding Animated Program (One Hour or More) 2002